# Powiat Horn
Powiat Horn (niem. Bezirk Horn) – powiat w Austrii, w kraju związkowym Dolna Austria, w rejonie Waldviertel. Siedziba powiatu znajduje się w mieście Horn.

## Geografia
Powiat graniczy: na zachodzie z powiatem Waidhofen an der Thaya, na południowym zachodzie z powiatem Zwettl, na południu z powiatem Krems-Land i na wschodzie z powiatem Hollabrunn. Na północy powiat Horn graniczy z Czechami.
Przez powiat przepływa na północy Dyja na południu oddzielając jednocześnie las Gföhler Wald od Manhartsberga.

## Podział administracyjny
Powiat podzielony jest na 20 gmin, w tym cztery gminy miejskie (Stadt), dziesięć gmin targowych (Marktgemeinde) oraz sześć gmin wiejskich (Gemeinde).
| Miasta 1. Drosendorf-Zissersdorf (1206) 2. Eggenburg (3537) 3. Geras (1281) 4. Horn (6502) Gminy targowe 1. Burgschleinitz-Kühnring (1322) 2. Gars am Kamp (3488) 3. Irnfritz-Messern (1432) 4. Japons (694) 5. Langau (699) 6. Pernegg (679) 7. Röschitz (1097) 8. Sigmundsherberg (1711) 9. Straning-Grafenberg (692) 10. Weitersfeld (1520) | Gminy 1. Altenburg (842) 2. Brunn an der Wild (840) 3. Meiseldorf (855) 4. Rosenburg-Mold (884) 5. Röhrenbach (495) 6. St. Bernhard-Frauenhofen (1276) |
| (stan liczby mieszkańców 1 stycznia 2023) | |

## Transport
Przez powiat przebiegają drogi krajowe: B4 (Horner Straße), B30 (Thayatal Straße), B34 (Kamptal Straße), B35 (Retzer Straße), B38 (Böhmerwald Straße), B45 (Pulkautal Straße) i B303 (Weinviertler Straße). Powiat leży na trasie linii kolejowej Wiedeń – Praga, inne linie o znaczeniu lokalnym to Krems an der Donau – Hollabrunn i Drosendorf-Zissersdorf – Retz. Pomimo granicy z Czechami nie usytuowano tu żadnego przejścia granicznego.